# El alma al aire
El alma al aire es el título del quinto álbum de estudio grabado por el cantautor español Alejandro Sanz. Fue lanzado al mercado por la compañía discográfica WEA Latina el 26 de septiembre de 2000. El álbum fue producido de nueva cuenta por el productor musical italiano Emanuele Ruffinengo y siguió el estilo marcado por sus anteriores álbumes, con un sonido más moderno, aunque fusionado con otros géneros como flamenco, electrónica o R&B. Es el álbum más melódico y emotivo que ha compuesto hasta la fecha.
En España se adquirieron un millón de copias en sólo una semana. El alma al aire confirmó la consolidación de Sanz en el estrellato de la música.
La crítica profesional realizó muy buenas críticas hacia el disco aunque comparándolo con su anterior álbum Más (1997) algunos coincidían en que la calidad de las canciones no era tan buena. El álbum permaneció varias semanas en algunas listas de éxito y sus sencillos «Cuando nadie me ve», «Quisiera ser» y «El alma al aire» lograron alcanzar el número uno en Los 40 Principales.

## Antecedentes y grabación
Después de recibir en Bruselas su segundo premio Platinum Music Award por la venta de más de dos millones de copias de su álbum anterior de estudio Más (1997), y de vender en total una suma de más de cinco millones de copias Alejandro decidió comenzar la grabación de lo que sería su sexto álbum de estudio en  Miami, Florida. La grabación tuvo una duración de cinco meses, dando como resultado un total de diez canciones.
Esta se llevó a cabo en los estudios The Hit Factory Criteria (donde ya grabaron Mariah Carey o Eric Clapton) utilizando un sistema digital.

## Producción
El productor musical italiano Emanuele Ruffinengo que ya trabajara en 3 (1995) y Más (1997) participó una vez más en una preproducción que se realizó, junto con los arreglos, entre Madrid y Milán.

## Contenido

### Lírico
Aunque según el mismo artista no le gusta explicar los temas de sus canciones en una entrevista producida en Panamá sí que habla de la temática de algunas de ellas.
De «Cuando nadie me ve» dijo que es una de esas canciones en las que se reflexiona acerca de esos momentos «en los que nadie nos ve y podemos hacer cuentas». De «Llega, llegó soledad» comentó que era una canción dedicada a Buenos Aires, «no por la obviedad, más bien por la afinidad que para mí significa el "aire"» afirmó el artista español. Con respecto al tema «El alma al aire» habló diciendo que toda el alma al aire era una manera «de vivir, de sentir»

### Melodías e instrumentación
El estilo del álbum seguía la estela de sus anteriores discos con melodías baladistas de ascendencia italiana aunque en este disco incorporó pop latino fusionado con flamenco, electrónica, R&B contemporáneo e incluso se atrevió con algo de rap en la canción «Tiene que ser pecado». Además de todo esto también decidió grabar instrumentación de cuerdas para algunas canciones. A diferencia de otros artistas pop latinos en El alma al aire predomina la guitarra y la percusión sincopada.

## Recepción

### Crítica
| Crítica especializada | Crítica especializada |
| --------------------- | --------------------- |
| Publicación           | Valoración            |
| Lafonoteca            | [ 5 ]                 |
| AllMusic              | [ 6 ]                 |
| El Panamá América     | (favorable)           |
| CD Universe           | (favorable)           |

En general el álbum recibió críticas positivas pero los críticos que compararon éste sexto trabajo con su anterior Más (1997) consideraron que se había producido un descenso de calidad.
Dris Alí de La fonoteca le otorgó al disco tres con cinco de cinco estrellas y escribió en su crítica que Alejandro Sanz había encontrado su sonido y alcanzado la madurez musical. Sin embargo afirmó que no encontraba en este trabajo el nivel de creatividad del anterior. En cuanto al trabajo en sí destacó las canciones «Cuando nadie me ve», «Tiene que ser pecado» y «Me iré». S. Proefrock  de Allmusic le otorgó tres de cinco estrellas y aunque dijo de él que presentaba una sólida colección de baladas afirmó también que no lo encontró tan «potente como sus mejores álbumes por ejemplo Más. De las canciones destaca el sencillo que dio salida al disco «Cuando nadie me ve», entre otras canciones, y la «impresionante instrumentación».  También mencionó a alguno de los colaboradores del disco como Ludovico Vagnone o el productor y pianista Emanuele Ruffinengo.
La crítica de Elisa Tejera C. de El Panamá América es muy positiva, en ésta escribió parecer encontrar a Alejandro Sanz «en un momento creativo excepcional» pareciendole la temática de las canciones «profundas» y «sinceras». Además dijo encontrar el sello especial y original del artista que caracteriza todas sus obras. En CD Universe la crítica fue también favorable diciendo que no había que confundir a Alejandro Sanz con otros artistas latinos como Enrique Iglesias o Ricky Martin a pesar del éxito que éste alcanzó con su último trabajo. También calificó a Alejandro Sanz de «puro romántico» y del disco dijo que estaba lleno de «melodías exuberantes que tocarán tu corazón, hables español o no».
| País           | Proveedor    | Certificaciones |
| Europa         |              |                 |
| España         | Promusicae   | 13x Platino     |
| Europa         | IFPI         | Platino         |
| América        |              |                 |
| Argentina      | CAPIF        | 3x Platino      |
| Estados Unidos | RIAA (Latin) | 2x Platino      |
| México         | Amprofon     | 5x Oro          |

### Comercial
En cuanto a las ventas El alma al aire alcanzó un buen número en varios países como Argentina o Estados Unidos. En España alcanzó los trece discos de platino y en Europa a nivel general alcanzó uno (disco de platino). En Argentina llegó a conseguir tres discos de platino, en Estados Unidos dos y cinco discos de oro en México.

## Lista de canciones
El CD ha sido reeditado dos veces lo que hacen un total de tres lanzamientos, los dos últimos en el año 2001 y 2006 respectivamente.

Todas las canciones escritas y compuestas por Alejandro Sanz. 
| 2000/2001 El alma al aire (edición normal/especial) |                                                                                    |                |          |  |
| N.º                                                 | Título                                                                             | Escritor(es)   | Duración |  |
| 1.                                                  | «Cuando nadie me ve»                                                               | Alejandro Sanz | 5:10     |  |
| 2.                                                  | «Hay un universo de pequeñas cosas»                                                | Alejandro Sanz | 5:22     |  |
| 3.                                                  | «Quisiera ser»                                                                     | Alejandro Sanz | 5:30     |  |
| 4.                                                  | «Para que me quieras»                                                              | Alejandro Sanz | 4:29     |  |
| 5.                                                  | «Llega, llegó soledad»                                                             | Alejandro Sanz | 4:37     |  |
| 6.                                                  | «El alma al aire»                                                                  | Alejandro Sanz | 6:01     |  |
| 7.                                                  | «Me iré»                                                                           | Alejandro Sanz | 5:40     |  |
| 8.                                                  | «Hicimos un trato»                                                                 | Alejandro Sanz | 4:37     |  |
| 9.                                                  | «Tiene que ser pecado»                                                             | Alejandro Sanz | 5:05     |  |
| 10.                                                 | «Silencio» (A partir del minuto 6:35 tiene la pista escondida «Desde mis centros») | Alejandro Sanz | 8:22     |  |

© MM. Warner Music Benelux B.V.

Todas las canciones escritas y compuestas por Alejandro Sanz salvo indicadas. 
| 2001. CD 2 edición especial. |                                            |          |  |
| N.º                          | Título                                     | Duración |  |
| 1.                           | «Me iré (The hardest day)» (con The Corrs) | 4:26     |  |
| 2.                           | «Una noche» (con The Corrs)                | 5:17     |  |
| 3.                           | «Adoro» (con Armando Manzanero)            | 4:17     |  |
| 4.                           | «Tiene que ser pecado» (alternative mix)   | 5:22     |  |
| 5.                           | «The hardest day» (con The Corrs)          | 4:38     |  |

| 2006. Edición especial. Además de las 10 de la edición normal. |                              |          |  |
| N.º                                                            | Título                       | Duración |  |
| 11.                                                            | «Cuando nadie me ve» (cdemo) | 5:01     |  |
| 12.                                                            | «El alma al aire» (demo)     | 5:39     |  |
| 13.                                                            | «Una noche» (con The Corrs)  | 8:12     |  |

Todas las canciones escritas y compuestas por Alejandro Sanz. 
| 2006. DVD junto al disco anterior. |                                                                                     |          |  |
| N.º                                | Título                                                                              | Duración |  |
| 1.                                 | «Cuando nadie me ve» (vídeo)                                                        |          |  |
| 2.                                 | «Quisiera ser» (vídeo)                                                              |          |  |
| 3.                                 | «El alma al aire» (vídeo)                                                           |          |  |
| 4.                                 | «Llega, llegó soledad» (vídeo)                                                      | 4:29     |  |
| 5.                                 | «Una noche» (con The Corrs) (vídeo)                                                 |          |  |
| 6.                                 | «Me voy»                                                                            |          |  |
| 7.                                 | «Tiene que ser pecado» (2001 Concierto en el Estadio Vicente Calderón)              |          |  |
| 8.                                 | «Llega, llegó soledad» (2001 Concierto en el Estadio Vicente Calderón)              |          |  |
| 9.                                 | «Tiene que ser pecado» (2001 Concierto en el Estadio Vicente Calderón)              | 5:05     |  |
| 10.                                | «Cuando nadie me ve» (2001 Concierto en el Estadio Vicente Calderón)                |          |  |
| 11.                                | «Me iré» (2001 Concierto en el Estadio Vicente Calderón)                            |          |  |
| 12.                                | «Hay un universo de pequeñas cosas» (2001 Concierto en el Estadio Vicente Calderón) |          |  |
| 13.                                | «El alma al aire» (2001 Concierto en el Estadio Vicente Calderón)                   |          |  |
| 14.                                | «Quisiera ser» (2001 Concierto en el Estadio Vicente Calderón)                      |          |  |

## Créditos y personal
- Keith Robinson - Violonchelo
- Alejandro Sanz - Voz, Voz (bckgr), Arreglo vocal, concepto
- Tim Barnes - Viola
- Alfredo Golino - Batería
- Charo Gonzalez Manzano - Voces (bckgr)
- Wendy Pedersen - Voces (bckgr)
- Rita Quintero - Voces (bckgr)
- Vicente Amigo - Guitarra Española
- Raul Midon - Voces (bckgr)
- Renato Cantele - Ingeniero, mezcla
- Alfredo Oliva - Violín
- Debra Spring - Viola
- Enrique Badulescu - Fotografía
- John DiPuccio - Violín
- Luca Jurman - Vocals (bckgr), arreglos vocales
- Antonio Baglio - Mastering
- Maurizio Biancani - Mezcla
- Huifang Chen - Violín
- Janet Clippard - Contrabajo
- Gustavo Correa - Violín
- Scott Flavin - Violín
- Chris Glansdorp - Violonchelo
- Jorge González - Ingeniero
- Mei Mei Luo - Violín
- Ludovico Vagnone - Guitarra (Acústica), Guitarra (Eléctrica)
- Bruce Wethey - Violín
- Bogumila Zgraja - Violín
- Ramiro Teran - Voces (bckgr)
- Susan Moyer - Violonchelo
- Joan Faigen - Violín
- Lulo Perez - Trompeta, Arreglista
- José Antonio Molina - Arreglista, Director de orquesta
- Alfredo Paixao - Bajo, Voces (bckgr)
- Christine Tramontano - Ingeniera
- Gennady Aronin - Violín
- Roberto Maccagno - Ingeniero, Mezclador, Coordinador Técnico

## Posicionamiento en listas de éxitos

### Álbum
| Año  | Lista de Éxitos             | Posición Más Alta | Semanas |
| ---- | --------------------------- | ----------------- | ------- |
| 2000 | Billboard Latin Pop Albums  | 2                 | 25      |
| 2000 | Billboard Top Latin Albums  | 3                 | 37      |
| 2000 | Billboard The Billboard 200 | 148               | 2       |
| 2000 | Billboard Top Heatseekers   | 5                 | 2       |

En el año de su publicación el éxito musical El alma al aire coincidió en varias listas oficiales de álbumes, por ejemplo; en la lista de álbumes de pop latino permaneció durante veinticinco semanas alcanzando el puesto número dos el 14 de octubre de 2000. En la lista de los mejores álbumes latinos permaneció durante treinta y siete semanas, alcanzando el puesto número tres en la misma fecha anterior. También en esta misma fecha permaneció en la lista Billboard 200 durante dos semanas alcanzando el puesto ciento cuarenta y ocho. Finalmente en ese mismo año en la lista Billboard Top Heatseekers alcanzó como puesto más alto el número cinco.

### Sencillos
En el año de su lanzamiento (2000) se publicaron dos sencillos del álbum: «Cuando nadie me ve» y «Quisiera ser». Al año siguiente de su lanzamiento (2001) se publicó el que sería el último y tercer sencillo de El alma al aire siendo este justamente el que llevaba el título del álbum.
| Año  | Canción              | Lista de éxitos                        | Posición más alta | Semanas en la lista |
| ---- | -------------------- | -------------------------------------- | ----------------- | ------------------- |
| 2000 | «Cuando nadie me ve» | Billboard Hot Latin Tracks             | 12                | 11                  |
| 2000 | «Cuando nadie me ve» | Billboard Latin Pop Airplay            | 9                 | 14                  |
| 2000 | «Cuando nadie me ve» | Billboard Latin Tropical/Salsa Airplay | 7                 | 13                  |
| 2000 | «Cuando nadie me ve» | Los 40 principales                     | 1                 | -                   |
| 2000 | «Quisiera ser»       | Billboard Hot Latin Tracks             | 17                | 16                  |
| 2000 | «Quisiera ser»       | Billboard Latin Pop Airplay            | 13                | 23                  |
| 2000 | «Quisiera ser»       | Billboard Latin Tropical/Salsa Airplay | 9                 | 15                  |
| 2000 | «Quisiera ser»       | Los 40 principales                     | 1                 | -                   |
| 2001 | «El alma al aire»    | Billboard Hot Latin Tracks             | 40                | 1                   |
| 2001 | «El alma al aire»    | Billboard Latin Pop Airplay            | 17                | 3                   |
| 2001 | «El alma al aire»    | Billboard Latin Tropical/Salsa Airplay | 30                | 4                   |
| 2001 | «El alma al aire»    | Los 40 principales                     | 1                 | -                   |

Cuando nadie me ve
En la lista de éxitos Billboard Hot Latin Tracks alcanzó el puesto número doce, permaneciendo un total de once semanas en la lista. En la lista Billborad Latin Pop Airplay «Cuando nadie me ve» alcanzó el puesto número nueve como la posición más alta permaneciendo en esta lista durante catorce semanas consecutivas. En la lista Billboard Latin/Tropical/Salsa Airplay logró alcanzar como posición más alta la número siete permaneciendo en la misma trece semanas. En la lista de los 40 principales llegó a alcanzar el puesto número uno.
Quisiera ser
En la lista Billboard Hot Latin Tracks en la que permaneció durante catorce semanas en total alcanzó la posición número nueve como la más alta. En la lista Billborad Latin Pop Airplay llegó a alcanzar la posición número nueve durante el tiempo que permaneció en ella, siendo éste un total de veintitrés semanas. En la lista Billboard Latin/Tropical/Salsa Airplay alcanzó la posición número nueve permaneciendo en ella (la lista) un total de quince semanas consecutivas. En la lista de los 40 principales llegó a alcanzar el puesto número uno.
El alma al aire
En la lista Billboard Hot Latin Tracks alcanzó la posición número cuarenta permaneciendo un total de una semana en totalidad. En la lista Billborad Latin Pop Airplay su posición más alta fue la diecisiete y el tiempo total de permanencia fue de tres semanas. En Billboard Latin/Tropical/Salsa Airplay logró alcanzar como posición más alta la treinta y en esta lista permaneció durante cuatro semanas. En la lista de los 40 principales llegó a alcanzar el puesto número uno.

## Premios
| Año  | Categoría                                                      | Título             | Resultado |
| ---- | -------------------------------------------------------------- | ------------------ | --------- |
| 2001 | Premio Grammy Latino por Grabación del Año                     | El alma al aire    | Ganador   |
| 2001 | Premio Grammy Latino por Álbum del Año                         | El alma al aire    | Ganador   |
| 2001 | Premio Grammy Latino por Canción del Año                       | El alma al aire    | Ganador   |
| 2001 | Premio Grammy Latino por Mejor álbum de cantante pop masculino | El alma al aire    | Ganador   |
| 2001 | Premio Grammy Latino por Mejor video de música                 | Cuando nadie me ve | Nominado  |
| 2001 | Premio Grammy Awards por Mejor álbum de pop latino             | El alma al aire    | Nominado  |

En el año 2001 el álbum El alma al aire fue nominado a varios premios y ganó varios de estos premios: ganó el premio Grammy Latino a la grabación del año, al álbum del año, a la canción del año («El alma al aire») y al mejor álbum de cantante pop masculino. En cuanto a las nominaciones fue nominado al Grammy Latino por mejor vídeo de música y mejor álbum de pop latino.

## Créditos y personal
| - Vicente Amigo - Guitarra de flamenco en «Quisiera ser» y «El alma al aire». - Gennady Aronin - Violín. - Enrique Badulescu - Fotografía. - Antonio Baglio - Arreglos de audio. - Tim Barnes - Viola. - Maurizio Biancani - Mixing. - Renato Cantele - Arreglos de audio, Mixing. - Huifang Chen - Violín. - Janet Clippard - Bajo. - Gustavo Correa - Violín. - Montse Cortés - Vocalista de fondo en «Quisiera ser» y «El alma al aire». - John DiPuccio - Violín. - Paquito Echevarría - Piano tumbao en «El alma al aire». - Joan Faigen - Violín. - Scott Flavin - Violín. - Chris Glansdorp - Violonchelo. - Alfredo Golino - Batería. - Jorge González - Asistente de arreglos de audio. - Luca Jurman - Planificador, vocalista de fondo. - Mei Mei Luo - Violín. - Roberto Maccagno - Arreglos de audio, Coordinador técnico. | - Charo Manzano - Vocalista de fondo en «Quisiera ser» y «El alma al aire». - Raúl Midón - Vocalista de fondo. - José Antonio Molina - Planificador, director de orquesta. - Susan Moyer - Violonchelo. - Alfredo Oliva - Violín. - Alfredo Paixao - Bajo, vocalista de fondo. - Wendy Pedersen - Bajo, vocalista de fondo. - Lulo Pérez - Planificador, trompeta. - Dave Poler - Asistente de arreglos de audio. - Rita Quintero - Vocalista de fondo. - Keith Robinson - Violonchelo. - Emanuele Ruffinengo - Planificador, concepto, productor. - Alejandro Sanz - Cantante, vocalista de fondo, planificador, concepto. - Rafa Sañudo - Director artístico, diseño. - Debra Spring - Viola. - Ramiro Terán - Vocalista de fondo. - Christine Tramontano - Asistente de arreglos de audio. - Ludovico Vagnone - Guitarra acústica, guitarra eléctrica. - Bruce Wethey - Violín. - Bogumila Zgraja - Violín. |

### Anuales
| País   | Asociación | Lista          | Posición anual  | Ref.          |
| España | Promusicae | Top 50 Álbumes | 2000: 1 2001: 8 | [ 18 ] [ 19 ] |